# Ptiloglossa giacomelli
Ptiloglossa giacomelli är en biart som beskrevs av Carlos Schrottky 1914. Ptiloglossa giacomelli ingår i släktet Ptiloglossa och familjen korttungebin. Inga underarter finns listade i Catalogue of Life.